# ليون بيتيت
ليون بيتيت (بالإنجليزية: Leon Pettit)‏ هو لاعب كرة قاعدة أمريكي، ولد في 23 يونيو 1902 في واينسبرغ في الولايات المتحدة، وتوفي في 21 نوفمبر 1974 في كولومبيا في الولايات المتحدة.

## وصلات خارجية
- ليون بيتيت على موقع دوري كرة القاعدة الرئيسي (الإنجليزية)
- ليون بيتيت على موقعبيزبول رفرنس.كوم (الدوري الرئيسي) (الإنجليزية)
- ليون بيتيت على موقعبيزبول رفرنس.كوم (الدوري الثانوي) (الإنجليزية)